# 巴尔福戈纳
巴利福戈纳德里波列斯，是西班牙加泰罗尼亚赫罗纳省的一个市镇。总面积39平方公里，总人口209人（2001年），人口密度5人/平方公里。